# Molophilus (Molophilus) atnaterta
Molophilus (Molophilus) atnaterta is een tweevleugelige uit de familie steltmuggen (Limoniidae). De soort komt voor in het Australaziatisch gebied.